# Giovanni Girolamo Morone
Giovanni Girolamo Morone (Milà, 25 de gener de 1509 - Roma, 1 de desembre de 1580) va ser un cardenal italià del segle xvi.

## Biografia
Giovanni Morone va néixer el 25 de gener de 1509 a Milà on el seu pare, el comte Girolamo Morone (mort l'any 1529), era gran canceller. Aquest últim, després d'haver estat empresonat per oposar-se als atacs de Carles V contra les llibertats de Milà (més endavant va ser un fervent partidari de l'emperador), es va retirar a Mòdena, on el seu fill més jove va rebre gran part de la seva educació. A Pàdua més endavant, Giovanni va estudiar dret amb èxit. En recompensa d'un servei important pel seu pare, va ser nomenat a l'edat de 20 anys per la seu de Mòdena pel papa Climent VII el 7 d'abril de 1529. Girolamo Morone havia estat l'un dels comissaris que havien negociat els termes de l'alliberament del papa empresonat al Castell Sant Angello en el saqueig de Roma l'any 1527. Giovanni era massa jove - set anys - per a ser consagrat bisbe, i a més la seva nominació era discutida pel futur cardenal Hipòlit II d'Este, fill del duc de Ferrara, que pretenia que el papa li havia promès la seu de Mòdena i un cardenalat en un tractat del 14 de novembre de 1528. Giovanni Morone va ser finalment ordenat prevere i consagrat bisbe el 12 de gener de 1533.
A partir de 1535, el papa Pau III li confiar repetidament missions diplomàtiques: va ser primer enviat a França amb el rei Francesc I per intentar un arranjament pacífic amb l'emperador; va ser a continuació enviat com nunci l'any 1536 amb Ferran I del Sacre Imperi, després l'any 1539-1540 a Haguenau i a Worms, regions que es tractava de recuperar per a l'Església catòlica. Morone va ser legat a la dieta de Spire (1542) després d'oposar-se reeixidament al traspàs de la dieta a Haguenau on hi havia la pesta (1540). El 31 de maig de 1542, va ser fet cardenal-prevere, i el 16 d'octubre de 1542 se li va atribuir el titulus de San Vitale. Va ser a més anomenat protector d'Anglaterra, d'Hongria, d'Àustria, de l'Orde de sant Benet, de l'Orde cistercenc i de l'Orde dels predicadors (els Dominics), així com de la Santa Casa de Lorette. Amb els cardenals Pier Paolo Parisio i Reginald Pole, va ser delegat per obrir el Concili de Trento (1 de novembre 1542-6 de juliol de 1543), la tria d'aquest lloc de reunió va ser una concessió a la seva diplomàcia. Els legats van arribar el 22 de novembre, però cap concili no es va reunir; els procediments van ser suspesos i ajornats a 1545. Va ser nomenat legat del papa a Bolonya, del 2 d'abril de 1544 al 13 de juliol de 1548. El seu vice-legat era Giannangelo de Médicis, el futur papa Pius IV. El 25 de febrer de 1549, va optar per al títol cardinalici de San Stefano in Monte Celio (San Stefano Rotondo). La mort de Pau III el 10 de novembre de 1549, el va privar d'un amic segur.
Va participar al Conclave de 1549–50, on el seu amic Reginald Pole que presidia amb ell el Concili de Trento va ser a dos vots de ser elegit papa.
Monsenyor Morone va ser fet cardenal pel papa Pau III durant el consistori del 2 de juny de 1542. Va ser camarlenc del Sagrat Col·legi entre el 1549 i el 1551. El cardenal Morone va renunciar el govern de la diòcesi de Mòdena i es va convertir en bisbe de Novara del 1552 al 1560. Va exercir diverses funcions com a legat i nunci, en particular a França, a Milà, a prop de Ferran I i Carles Cinquè, amb la dieta d'Espira de 1542 i la dieta de Regensburg el 1574.
El papa Pau IV el fa empresonar a causa de heretgia luterana l'any 1557. Després d'una investigació portada pel cardinal Michele Ghisleri, el futur papa Pius V, Morone és declarat innocent i restaurat a les seves funcions. Com el papa rebutja d'excusar-se en públic, Morone resta a la presó fins a la mort de Pau IV. És de nou bisbe de Mòdena de 1564 a 1571. Morone és vicedegà i Degà del Col·legi Cardenalici.
El cardinal Morone participa al conclave de 1549-1550 on es elegit Juli III, als dos conclaves de 1555 (elecció de Marcel II i de Pau IV), al conclave de 1559 (elecció de Pius IV), de 1565-1566 (elecció de Pius V), en el qual Morone és gairebé papa, i al conclave de 1572 (elecció de Gregori XII).